# Pysoń wygrzbiecony
Pysoń wygrzbiecony, pikarel plamisty (Spicara maena) – gatunek ryby z rodziny śródkolcowatych (Centracanthidae).

## Występowanie
Północny Atlantyk od Portugalii do Wysp Kanaryjskich i Maroko, Morze Śródziemne i Morze Czarne. 
Ryba stanowiskowa, żyje blisko wybrzeży nad dnem mulistym w pobliżu łąk trawy morskiej.

## Opis
Dorasta maksymalnie samice do 21 cm, a samce do 24 cm. Ciało owalne, nieco wygrzbiecone, wyraźnie zaznaczona część karkowa. Głowa nad oczami wklęsła. Łuski wzdłuż w linii bocznej od 70 – 75. Uzębienie w postaci drobnych zębów, szczęki daleko wysuwalne. Płetwa grzbietowa długa, niepodzielona, podparta 11 twardymi promieniami i 12  miękkimi promieniami. Płetwa odbytowa podparta 3 twardymi  i 10 miękkimi promieniami. Płetwa piersiowa, długie i spiczaste. Płetwy brzuszne silne. Płetwa ogonowa wcięta.
Ubarwienie w zależności od wieku, płci i pór roku odmienne. Pośrodku boków zawsze ciemna prostokątna plama. Dorosłe samce mają na głowie niebiesko połyskująca smuga. Płetwy koloru brązowoniebieskie z niebieskimi cętkami, nieregularnie rozmieszczonymi.

## Odżywianie
Odżywia się drobnymi organizmami żyjącymi na dnie.

## Rozród
Tarło odbywa się późną jesienią. Samiec wygrzebuje w piasku okrągłą jamę gniazdową, do której samica składa ikrę w postaci kleistych jaj, które przyklejają się do podłoża, a następnie są zapładniane przez samca.